# 伊勢崎自動車教習所
伊勢崎自動車教習所（いせさきじどうしゃきょうしゅうじょ）は、群馬県伊勢崎市にある群馬県公安委員会の指定自動車教習所である。

## 免許
- 普通自動車第一種・第二種
- 大型自動二輪車・普通自動二輪車

## 教習車
普通車*
- トヨタ・アクシオ
- トヨタ・プリウス
- トヨタ・アリオン

普通二輪
- ホンダ・CB400

## グループ校
- 赤城自動車教習所
- 柳瀬橋自動車教習所
- 佐野中央自動車教習所
- 前橋天川自動車教習所
- 南渋川自動車教習所
- 大渡自動車学校
- 学校法人小倉学園
  - 群馬自動車大学校
  - 東京自動車大学校
  - 早稲田美容専門学校
  - 新宿鍼灸柔整専門学校

## 交通アクセス
- 伊勢崎駅から徒歩30分
- スマークから徒歩20分